# Emanuel Schikaneder
Emanuel Schikaneder (Straubing, 1751. szeptember 9. – Bécs, 1812. szeptember 21.) német vígjátékíró és opera-librettista, színész, énekes, író, rendező, színházigazgató.

## Élete
A szegény családból származó Schikaneder a regensburgi jezsuita gimnáziumban kezdte tanulmányait. Ezt követően vándorzenészként kereste kenyerét, majd 1773-tól különböző társulatoknál vándorszínész volt. 1775-ben Andreas Schopf (1743–1813) társulatához csatlakozott, amely Innsbruckban és Augsburgban játszott. Első vígoperettjét Die Lyranten oder das lustige Elend címmel, amelyet még Innsbruckban írt (1776), több éven át sikerrel játszották. 1777-től Franz Josef Mosers (1717–92) társulatában játszott. 1778-ban átvette a társulat vezetését. Az 1780-81-es téli évadban Salzburgban baráti kapcsolatba került a Mozart családdal. Megfordult Grazban, Klagenfurtban, Laibachban és Pozsonyban, majd 1783 nyarán Bécsbe szerződött. Itt II. József császár két előadáson látta és végül megadta neki az engedélyt, hogy az 1784-85-ös évadban a bécsi Kärntnertortheaterben játsszon. A nagy siker ellenére a társulat 1785. februárban feloszlott. Schikaneder 1785. április - 1786. február között a bécsi Nemzeti Színházban szerepelt. 1786-ban megkapta II. Józseftől azt a privilégiumot, hogy az egyik bécsi külvárosban színházat építsen, de a terv a pénzügyi fedezet hiánya csak később valósult meg; a Theater an der Wien 1801-ben nyitotta meg kapuit Franz Teyber Alexander című operájával, amelynek a librettóját Schikaneder írta. 1806-ban el kellett adnia a színházat; ezután 1807-1809 között a brünni udvari színház vezetője lett. 1812-ben a pesti színház vezetésére pályázott, de ekkor kitört rajta az elmebaj. Röviddel ezután teljesen elszegényedve halt meg Bécsben.
Schikaneder egyike volt a korszak legvitatottabb, ugyanakkor legeredetibb és legbefolyásosabb színházi egyéniségeinek. Színészként komikus szerepeken tűnt ki, de játszott Shakespeare-hősöket is. Színigazgatóként az igényes darabválasztás jellemezte. II. József pártfogásával több társulatot vezetett, és lényeges szerepe volt a bécsi daljáték és a hősies-komikus opera kialakulásában. Színdarabjai és vígjátékai abba a bécsi vonulatba illeszkednek, amelyet később Raimund és Nestroy tökéletesítettek. Legismertebb műve Mozart A varázsfuvola című operájának szövegkönyve.

## Művei
- Die Lyranten oder das lustige Elend, 1776 (vígoperett)
- Das Regensburger Schiff, Salzburg 1780 (vígjáték)
- Der Grandprofos 1784 (szomorújáték)
- Hanns Dollinger oder d. heiml. Blutgericht, Regensburg 1788 (színdarab)
- Die zween Anton oder d. dumme Gärtner aus dem Gebirge, Wien 1789 (vígopera)
- Zauberflöte (A varázsfuvola), 1791 (opera)
- Die Waldmänner, Wien 1793 (vígopera)
- Der Spiegel v. Arkadien, Wien 1794 (vígopera)
- Alexander, 1801 (opera)

## Magyarul
- Paizello [Giovanni Paisiello]: A magokkal el-hitetett filozófusok. Egy víg énekes játék; németből Emanuel Schikaneder után ford. Szerelemhegyi András; Landerer, Pest, 179?
- A' jó-tevő szarándok, vagy-is A' tsörgő sapka. Víg-babonás énekes játék. Sikáneder után a' nemzeti játék-színre alkalmaztatta Szerelemhegyi András; Trattner, Pest, 1795
- Mozart Ámádé: A tündér-síp. Egy nagy dalljáték; szöv. Emanuel Schikaneder, ford. Sebestyén László; Gottlieb, Vác, 1804
- W. A. Mozart: A varázsfuvola. Dalmű; szöv. Emanuel Schikaneder, ford. Harsányi Zsolt; Operaház, Bp., 1911
- A Varázsfuvola. Daljáték; szöv. Emanuel Schikaneder, zene W. A. Mozart, ismerteti Szabolcsi Bence; Singer és Wolfner, Bp., 1932 (Operaismertetők)
- A varázsfuvola; Wolfgang Amadeus Mozart zenéje és Emanuel Schikaneder szövegkönyve alapján írta Lázár Zsófia; Papirusz Duola, Bp., 2004 (Mesék a zene birodalmából)
- A varázsfuvola; Emanuel Schikaneder történetét elmeséli Jeli Viktória, ill. Rofusz Kinga; Pagony, Bp., 2015
- A varázsfuvola; Wolfgang Amadeus Mozart és Emanuel Schikaneder operája alapján írta Borsa Kata, ill. Szimonidesz Kovács Hajnalka; Holnap, Bp., 2016 + CD